# San Julián de los Prados

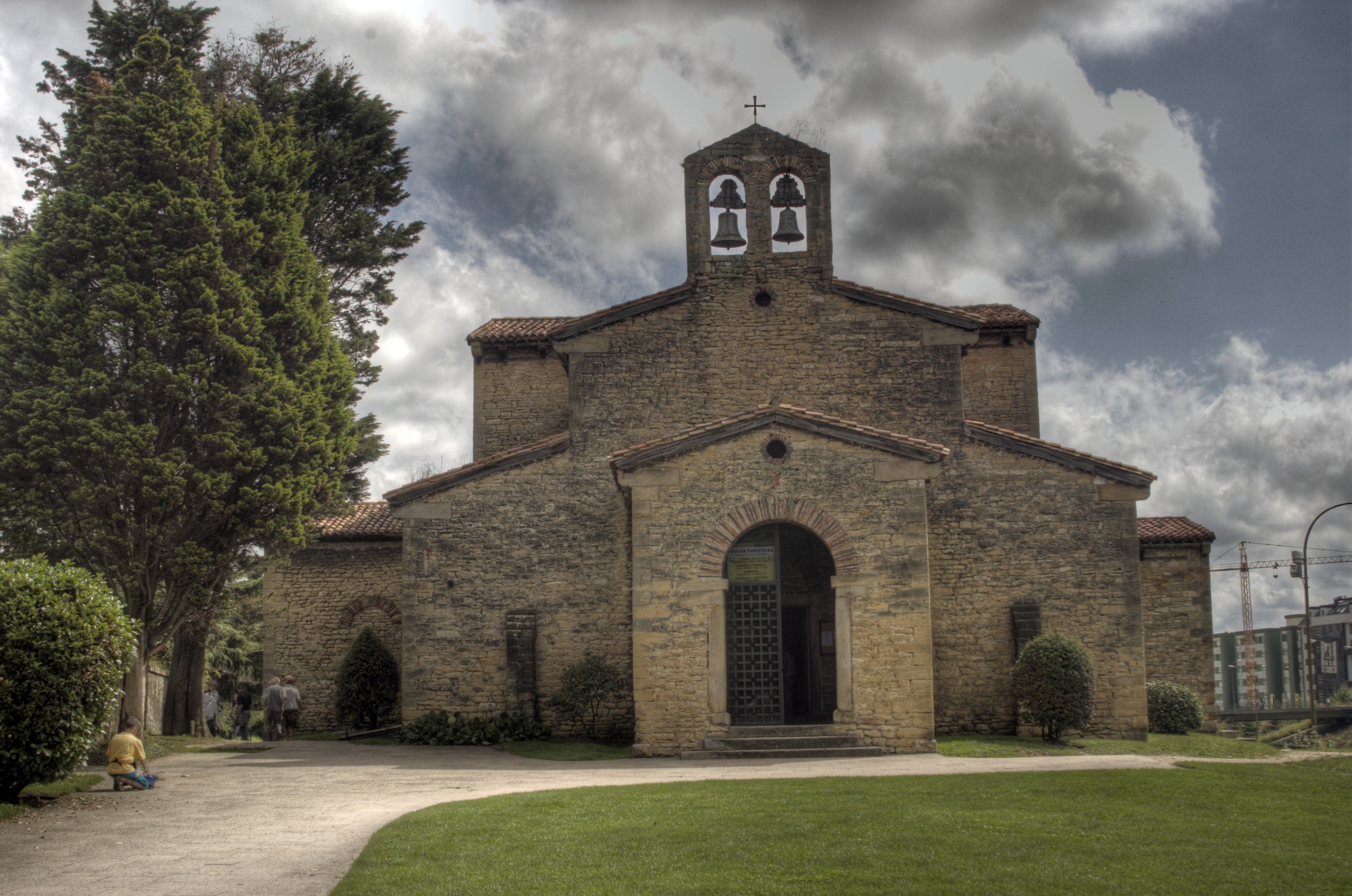
San Julián de los Prados, Westfassade mit Vorhalle

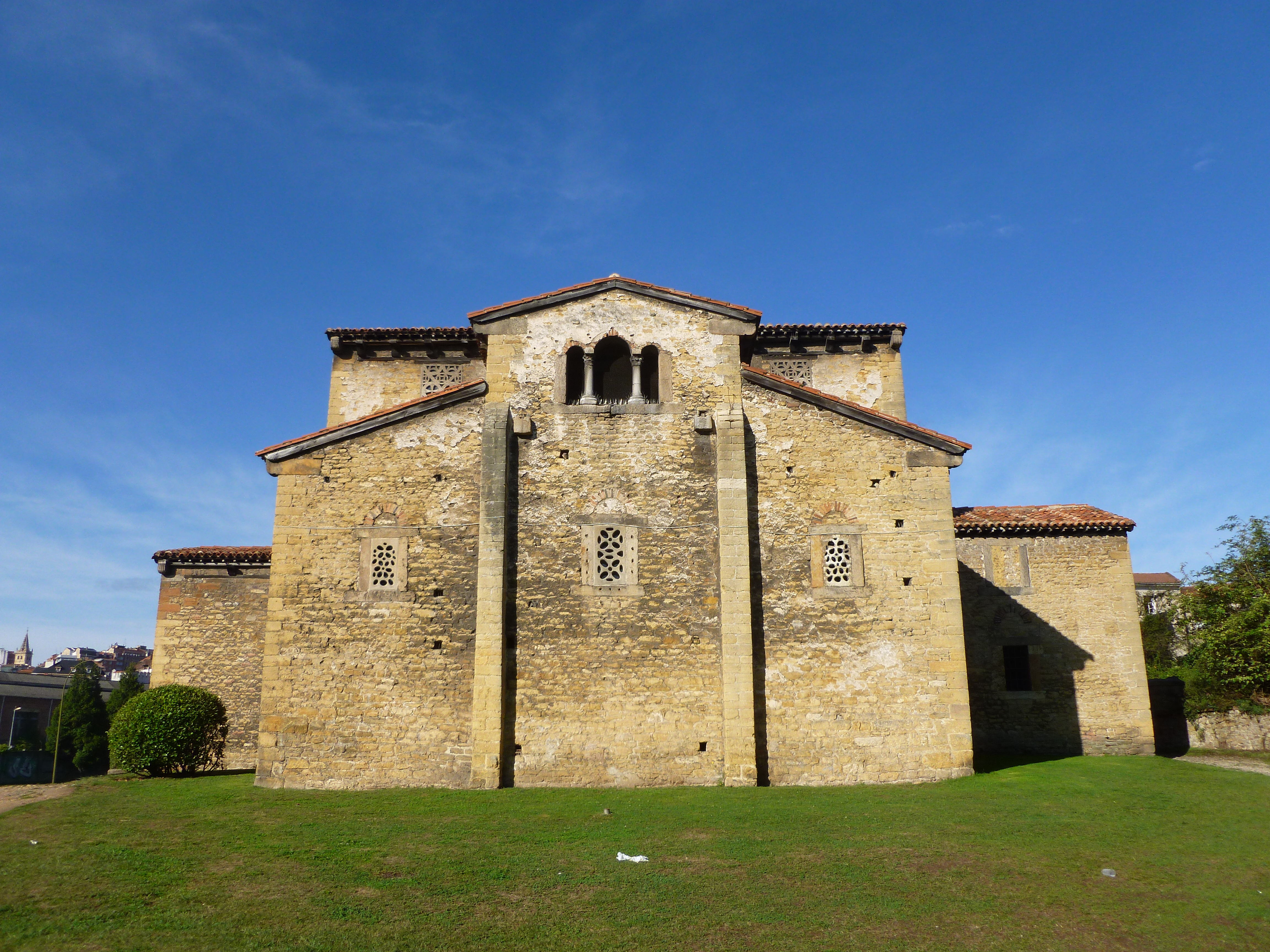
Ostfassade

San Julián de los Prados, auch Santullano genannt, ist eine vorromanische Kirche aus dem frühen 9. Jahrhundert. Sie steht am nordöstlichen Stadtrand von Oviedo, der Hauptstadt der spanischen autonomen Gemeinschaft Asturien. 1917 wurde die Kirche zum Monumento Nacional (geschützten Kulturgut) erklärt und 1998 zusammen mit der Cámara Santa der Kathedrale San Salvador und dem Brunnenhaus La Foncalada in Oviedo als Monumentos de Oviedo y del Reino de Asturias (Monumente von Oviedo und des Königreiches Asturien) in die Liste der UNESCO-Kulturdenkmäler aufgenommen, in der bereits seit 1985 die asturischen Kirchen Santa María del Naranco, San Miguel de Lillo und Santa Cristina de Lena verzeichnet sind.

## Geschichte
Die Kirche San Julián de los Prados wird in die Regierungszeit des asturischen Königs Alfons II. (reg. 783 und 791–842), des Keuschen, datiert. Das genaue Entstehungsdatum der Kirche ist nicht überliefert. In Chroniken des späten 9. Jahrhunderts, der um 883 entstandenen Crónica Rotense und der um 885 verfassten Crónica ad Sebastianum, wird erwähnt, dass Alfons II. in einiger Entfernung zu seinem außerhalb der Stadt gelegenen Palast eine Kirche zu Ehren der ägyptischen Märtyrer Julian und seiner Frau Basilissa errichten ließ. Der Name San Julián de los Prados (Sankt Julian auf den Wiesen) ist ein Hinweis darauf, dass die Kirche auf freiem Felde, außerhalb der Stadtmauer, gebaut wurde.

## Architektur

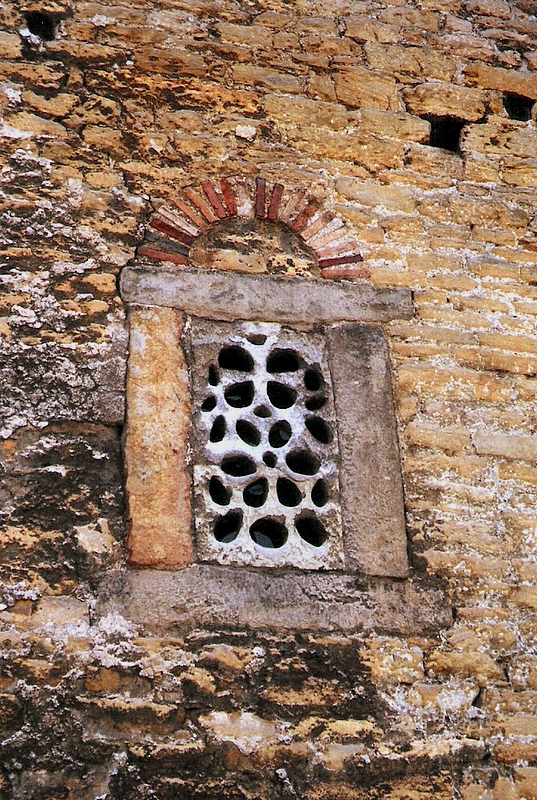
Fenster der nördlichen Seitenapsis mit originaler Stucktransenna

Die Kirche ist aus kleineren, horizontal geschichteten und mit Mörtel zusammengefügten Steinen errichtet. Strebepfeiler und Ecken sind mit Quadersteinen verstärkt. Innen wie außen war das Gebäude verputzt. An einigen Stellen ist noch zu erkennen, dass auf dem Außenputz ursprünglich Fugen eingeritzt waren, die Quadermauerwerk vortäuschen sollten.
San Julián de los Prados ist eine dreischiffige Pfeilerbasilika mit einer Vorhalle im Westen, die man durch ein offenes Rundbogenportal betritt und von der man über eine verschließbare Tür in das Mittelschiff gelangt. Eine weitere Tür an der Nordseite des Langhauses führte direkt in das nördliche Seitenschiff. Auch das Querhaus war ursprünglich durch eine Tür an der Südseite, und vermutlich auch an der Nordseite, von außen zugänglich. 
Haupt- und Seitenschiffe sind durch rundbogige Dreierarkaden getrennt, die auf Pfeilern mit Kämpferkapitellen aufliegen. Zum ungewöhnlich hohen und breiten Querhaus, das mit einer Höhe von elf Metern das Langhaus um zwei Meter überragt, öffnet sich ein Triumphbogen.
Im Osten schließen sich an das Querhaus drei rechteckige Apsiden an, die ein aus Ziegeln gemauertes Tonnengewölbe besitzen und die einzigen eingewölbten Raumteile sind. Das Tonnengewölbe der Mittelapsis ruht auf Blendarkaden. Säulen und Kapitelle sind wiederverwendet und stammen aus spätrömischer Zeit. An der Stirnwand der Mittelapsis befindet sich eine Giebelädikula. Wie auch in anderen vorromanischen Kirchen gibt es in San Julián de los Prados einen über der Mittelapsis gelegenen Raum, eine sogenannte cámara oculta (verborgene Kammer), der nur von außen über das Drillingsfenster im Obergeschoss der Mittelapsis zugänglich ist.
Das Langhaus besitzt eine Eichenholzdecke. Die Obergadenfenster sind rechteckig und haben zum Teil noch originale hölzerne Fensterstürze. Auch die Fenster der Querhausarme und der Apsiden sind rechteckig, mit Ausnahme der großen, aus einer Dreierarkade mit zwei Säulen und Kapitellen gebildeten Fensteröffnung im Obergeschoss der Mittelapsis. Die Fenstergitter wurden bei der Renovierung von 1912 bis 1915 erneuert. Nur das Fenster der Nordapsis hat noch seine originale Transenna mit blütenblattförmig durchbrochenem Stuck bewahrt. In der Stirnwand des südlichen Querhauses ist ein ungewöhnlich großes Rundbogenfenster mit einer Höhe von über vier Metern eingebaut, im nördlichen Querhaus wurde es bereits vor Beginn der Ausmalung des Innenraums wieder zugemauert.
Im Norden und Süden des Querhauses schließen sich zwei Anbauten oder Sakristeien an, die wie die westliche Vorhalle aus dem fast rechteckigen Grundriss der Kirche herausragen.

## Skulpturenschmuck
An den Eingangspfeilern zur Mittelapsis befinden sich Reliefplatten aus Marmor, die ebenfalls aus früherer Zeit stammen und vielleicht im 8. Jahrhundert für einen Vorgängerbau der Kathedrale von Oviedo geschaffen wurden. Auf diesen Platten sind von Quadraten eingefasste Rosetten, Sechs- und Achtecke mit Pflanzenmotiven dargestellt. Der obere Teil der Platten ist kapitellartig gestaltet mit zwei plastisch ausgearbeiteten Blattreihen und einer wie ein Abakus darüber liegenden Rankenleiste mit Blütenknospen.

## Wandmalereien

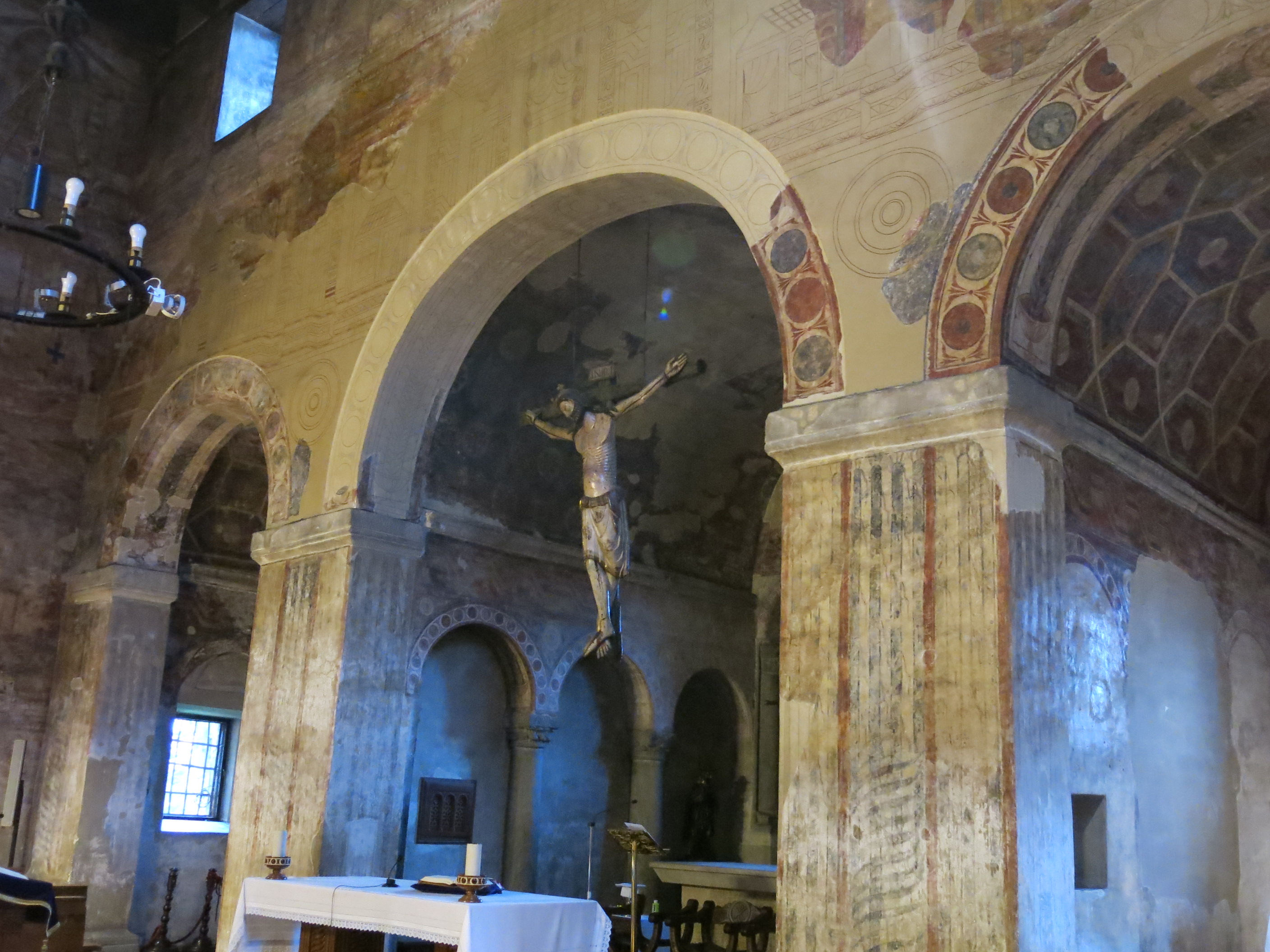
Innenraum mit Wandmalereien, Blick vom Querhaus in die Apsiden

Die Wandmalereien von San Julián de los Prados gehen auf die Entstehungszeit der Kirche zurück und werden auf die Zeit zwischen 812 und 842 datiert. Ursprünglich waren alle Innenwände und Gewölbe mit Malereien versehen. Sie waren al fresco ausgeführt, wobei die Farbe auf den noch feuchten Putz aufgetragen wurde. Gut zu erkennen sind die Linien, die in die weiche Putzschicht eingeritzt wurden und die die verschiedenen Farbflächen voneinander abgrenzen sollten. Das Bildprogramm im Langhaus kann man in drei Bereiche einteilen. Im unteren Bereich, der Sockelzone, findet man Marmorimitationen. In der darüberliegenden Zone werden Gebäude, vielleicht Kirchen, dargestellt, mit Ecktürmen und Arkaden, Säulen und Kapitellen, mit Giebeln und Vorhängen vor den Fensteröffnungen. In der oberen Zone sind Paläste dargestellt. Abbildungen von Personen gibt es nicht.
Als einziges christliches Symbol findet man das Kreuz. Es ist viermal dargestellt, im Quer- und im Langhaus, unter gemalten, mit Ovalen und Kreisen verzierten Bögen, die auf ebenfalls gemalten Pfeilern mit Kapitellen aufliegen. Das Kreuz ist mit Ovalen, Quadraten und Kreisen verziert, die an Edelsteine erinnern und es als Gemmenkreuz ausweisen. Von den Querarmen hängen an Ketten die griechischen Buchstaben Alpha und Omega, die auf Gottvater als den Ersten, den Anfang, und Gottsohn als den Letzten, das Ende, verweisen. Die Abbildungen auf den Kreuzarmen, in der Verlängerung der Ketten, sind vielleicht als Kelche mit züngelnden Flammen zu deuten. Am Fuß des Kreuzes sind auf beiden Seiten zwei kleinere Gebäude zu sehen, in deren offenen Arkaden Vorhänge angebracht sind. Die Gebäude sollen die Städte Bethlehem und Jerusalem symbolisieren und das dargestellte Kreuz soll auf das Wahre Kreuz verweisen, das nach der Legende von der heiligen Helena, der Mutter Kaiser Konstantins des Großen, entdeckt wurde. Die Gewölbe der Apsiden nehmen die geometrischen Motive der Reliefplatten an den Pfeilern der Mittelapsis wieder auf und sind mit Kreisen, Quadraten, Sechs- und Achtecken ausgemalt.